# Институт языкознания имени Арнольда Чикобавы
Институт языкознания имени Арнольда Чикобавы (груз. არნოლდ ჩიქობავას სახელობის ენათმეცნიერების ინსტიტუტი) — научная организация историко-филологической направленности в системе Академии наук Грузии. Находится в Тбилиси, улица Павла Ингороквы, д. 8.

## История
Создан в 1936 году на базе отдела кавказских языков Института языка, истории и материальной культуры (ИЯИМК).
С образованием АН Грузинской ССР (1941) был разделён на Институт языка Академии наук и Институт истории, этнографии и археологии, вошедшие в структуру Академии.
В 1988 году получил имя выдающегося грузинского советского учёного-филолог Арнольда Чикобавы (1898—1985), возглавлявшего институт в 1950—1952 годах.
В разное время институт возглавляли: Симон Джанашия (1941—1942), Варлам Топурия (1943—1949), Георгий Ахвледиани (1949—1950), Иван Гигинеишвили (1952—1953), Кетеван Ломтатидзе (1953—1963, 1975—1087), Владимир Панчвидзе (1963—1974), Бесарион Джорбенадзе (1987—1993), Гуча Кварацхелия (1993—2006), Лали Эзугбая (2006—2014). Начиная с 2014 исполняющим обязанности директора института является Автандил Арабули.

## Научные направления
Основной целью института является изучение грузинского языка с нормативной и исторической точки зрения, а также исследование проблем фонетики, грамматической структуры, синтаксиса, лексика и диалектология других картвельских (мегрельско-чанских, сванских) и иберо-кавказских (абхазско-адыгских, нахских, дагестанских) языков в синхронном и диахроническом аспекте, а также связь этих языков с другими с типологической точки зрения.

## Выдающиеся сотрудники
- Гурам Топурия[3]
- Тамаз Гамкрелидзе
- Того Гудава
- Илья Церцвадзе